# Larry James
George Lawrence „Larry” James (ur. 6 listopada 1947 w Mount Pleasant, zm. 6 listopada 2008 w Galloway Township) – amerykański lekkoatleta, 2-krotny medalista igrzysk olimpijskich, sprinter.
Jmaes jest byłym rekordzistą świata w biegu na 400 metrów (1968, 44,1). Był jednym z bohaterów historycznego biegu, jaki odbył się podczas Igrzysk Olimpijskich (Meksyk 1968). W finałowym biegu na 400 metrów została po raz pierwszy złamana magiczna granica 44 sekund. Dokonało tego od razu 2 zawodników: Lee Evans (43,86) oraz właśnie Larry James (43,97). Na tych samych Igrzyskach amerykańska sztafeta 4 × 400 metrów (w składzie: Vincent Matthews, Ron Freeman, Larry James oraz Lee Evans) pobiła rekord świata osiągając czas 2:56,16, który to wynik pozostał rekordem świata aż do 1992. W 1970 został 2-krotnym złotym medalistą uniwersjady (1970 Turyn) w biegu na 400 metrów przez płotki oraz w sztafecie 4 × 400 metrów.
Po zakończeniu kariery James przez 28 lat był dyrektorem do spraw sportowych w Richard Stockton College. Służył też w piechocie morskiej, a w szeregach Marines dotarł do stopnia majora. Zmarł w rocznicę 61. urodzin.